# Magyarország a 2009-es atlétikai világbajnokságon
Magyarország a németországi Berlinben megrendezett 2009-es atlétikai világbajnokság egyik részt vevő nemzete volt. Az ország a világbajnokságon 11 sportolóval képviseltette magát. Érmet nem sikerült nyerni.

## Eredmények

### Férfi
| Versenyző   | Versenyszám | Előfutam | Előfutam | Előfutam | Elődöntő | Elődöntő | Elődöntő | Döntő   | Döntő    |
| Versenyző   | Versenyszám | Idő      | Hely.    | Össz.    | Idő      | Hely.    | Össz.    | Idő     | Helyezés |
| ----------- | ----------- | -------- | -------- | -------- | -------- | -------- | -------- | ------- | -------- |
| Kazi Tamás  | 800 m       | 1:48,40  | 2.       | 35.      | 1:47,01  | 4.       | 17.      | kiesett | kiesett  |
| Kiss Dániel | 110 m gát   | 13,34    | 1.       | 1.       | 13,45    | 3.       | 12.      | kiesett | kiesett  |

| Versenyző      | Versenyszám   | Selejtező | Selejtező | Döntő    | Döntő    |
| Versenyző      | Versenyszám   | Eredmény  | Helyezés  | Eredmény | Helyezés |
| -------------- | ------------- | --------- | --------- | -------- | -------- |
| Kürthy Lajos   | Súlylökés     | 19,64 m   | 23.       | kiesett  | kiesett  |
| Kővágó Zoltán  | Diszkoszvetés | 65,82 m   | 3.        | 65,17 m  | 6.       |
| Pars Krisztián | Kalapácsvetés | 78,68 m   | 1.        | 77,45 m  | 4.       |
| Olteán Csongor | Gerelyhajítás | 78,46 m   | 15.       | kiesett  | kiesett  |

| Versenyző    | Versenyszám | 100 m | 100 m | Távolugrás | Távolugrás | Súlylökés | Súlylökés | Magasugrás | Magasugrás | 400 m | 400 m | 110 m gát | 110 m gát | Diszkoszvetés | Diszkoszvetés | Rúdugrás | Rúdugrás | Gerelyhajítás | Gerelyhajítás | 1500 m  | 1500 m | Végeredmény | Végeredmény |
| Versenyző    | Versenyszám | Idő   | Pont  | Eredmény   | Pont       | Eredmény  | Pont      | Eredmény   | Pont       | Idő   | Pont  | Idő       | Pont      | Eredmény      | Pont          | Eredmény | Pont     | Eredmény      | Pont          | Idő     | Pont   | Pont        | Helyezés    |
| ------------ | ----------- | ----- | ----- | ---------- | ---------- | --------- | --------- | ---------- | ---------- | ----- | ----- | --------- | --------- | ------------- | ------------- | -------- | -------- | ------------- | ------------- | ------- | ------ | ----------- | ----------- |
| Szabó Attila | Tízpróba    | 11,15 | 827   | 709        | 835        | 13,92     | 723       | 184        | 661        | 49,79 | 824   | 14,65     | 892       | 43,75         | 741           | 440      | 731      | 59,56         | 731           | 4:45,64 | 645    | 7610        | 31.         |

### Női
| Versenyző      | Versenyszám     | Előfutam | Előfutam | Előfutam | Elődöntő | Elődöntő | Elődöntő | Döntő   | Döntő    |
| Versenyző      | Versenyszám     | Idő      | Hely.    | Össz.    | Idő      | Hely.    | Össz.    | Idő     | Helyezés |
| -------------- | --------------- | -------- | -------- | -------- | -------- | -------- | -------- | ------- | -------- |
| Papp Krisztina | 5 000 m         | 15:19,90 | 4.       | 9.       |          |          |          | 1:20,36 | 14.      |
| Tóth Lívia     | 3 000 m akadály | 9:45,14  | 8.       | 29.      |          |          |          | kiesett | kiesett  |

| Versenyző    | Versenyszám   | Selejtező | Selejtező | Döntő    | Döntő    |
| Versenyző    | Versenyszám   | Eredmény  | Helyezés  | Eredmény | Helyezés |
| ------------ | ------------- | --------- | --------- | -------- | -------- |
| Márton Anita | Súlylökés     | 16,80 m   | 24.       | kiesett  | kiesett  |
| Orbán Éva    | Kalapácsvetés | 69,39 m   | 14.       | kiesett  | kiesett  |